# Die Heimkehr aus der Fremde
Die Heimkehr aus der Fremde (MWV L 6) ist ein Singspiel in einem Akt von Felix Mendelssohn Bartholdy (op. 89). Der Komponist selbst bezeichnete sein Werk als Liederspiel. Das Libretto verfasste Karl Klingemann. Die Aufführungsdauer beträgt ungefähr eine Stunde.

## Allgemeines
Es handelt sich um ein Gelegenheitswerk, das der 20-jährige Mendelssohn zur silbernen Hochzeit seiner Eltern komponiert hatte. Die Uraufführung fand daher auch in keinem Theater statt, sondern am 26. Dezember 1829 im Gartensaal des mendelsohnschen Familienbesitzes in Berlin. Die Sängerinnen und Sänger waren Mitglieder der Familie. Problematisch war der Gesangspart, den der Komponist für die Rolle des Schulz vorgesehen hatte; denn dieser sollte von seinem äußerst unmusikalischen Schwager verkörpert werden. Also gab er ihm nur einen Ton zu singen, und zwar immer den gleichen (F). Aber auch den soll er nicht immer getroffen haben.

## Handlung
Ort und Zeit: Ein deutsches Dorf im 18. Jahrhundert
Als wieder einmal Fremde im Dorf gesichtet werden, die junge Männer für die Armee anzuwerben versuchen, versetzt es der Frau des Bürgermeisters einen Stich ins Herz. Sie erinnert sich nur zu gut daran, wie sich ihr eigener Sohn Hermann vor sechs Jahren dazu entschlossen hatte, einem solchen Ruf zu folgen. Seither hat sie nie wieder etwas von ihm gehört. Ihre Pflegetochter Lisbeth gibt sich redlich Mühe, sie etwas aufzuheitern, zumal das 50-jährige Dienstjubiläum ihres Ehegatten kurz bevorsteht. Aber auch Lisbeth lässt sich von der Traurigkeit ihrer Pflegemutter anstecken, hat sie sich doch über beide Ohren in Hermann verliebt und sehnt seine baldige Heimkehr herbei.
Auf einmal erscheint Kauz, eine äußerst zwielichtige Figur, auf der Bildfläche. Er versteht es, jede sich ihm bietende Gelegenheit auszunutzen, um das Beste für sich herauszuschlagen. Lisbeth hält ihn für einen Werber, und er bestärkt sie auch noch in diesem Glauben. Natürlich hat auch er von der bevorstehenden Feier gehört, wo doch das ganze Dorf darüber spricht. Er empfiehlt sich Lisbeth, bei dem Fest den Zeremonienmeister zu spielen.
Früher, als Hermann und Lisbeth ein Liebespaar wurden, hatte Hermann seiner Angebeteten des Öfteren ein Lied vorgesungen, das Lisbeth nun wieder zu hören glaubt, und tatsächlich: Jener Musikant vor dem Haus ist niemand anders als Hermann! Er wollte sich im Dorf zuerst seiner Geliebten zu erkennen geben und nicht seinen Eltern.
Kauz kommt zu Ohren, der Sohn des Bürgermeisters diene schon seit vielen Jahren in der Fremdenlegion. Er wittert die Gelegenheit, diesen Umstand für sich auszunutzen, indem er sich bei der morgigen Feier selbst als Hermann ausgeben möchte. Doch wenn der Plan gelingen soll, dann muss er erst einmal dafür sorgen, dass der Musikant, der sich an Lisbeth ranmacht, verschwindet. Sofort sucht er den Bürgermeister auf und warnt ihn vor einem Individuum, das es auf sein Mündel abgesehen habe.
Die Nacht bricht herein. Hermann schickt sich an, seiner Lisbeth eine Serenade vorzutragen. Da erscheint plötzlich Kauz, gibt sich als Nachtwächter aus und will ihn aus dem Dorfe weisen. Hermann aber lässt sich nicht so schnell ins Bockshorn jagen. Er eilt zum richtigen Nachtwächter, leiht sich von ihm Laterne, Horn und Spieß und verjagt nun Kauz.
Am folgenden Morgen strömen die Dorfbewohner zum Haus des Bürgermeisters. Auch Kauz ist dabei und behauptet, der heimkehrende Sohn zu sein. Alle sind erstaunt, dass sich Hermann in sechs Jahren so stark verändert haben soll. Glücklicherweise kommt bald der wahre Hermann hinzu und entlarvt den Landstreicher als Hochstapler. Der Bürgermeister und seine Gattin schwelgen in Freude, dass sie ihren Sohn wieder bei sich haben. Bald wird wohl eine Verlobungsfeier auf das Jubiläumsfest folgen.

## Tonträger
- Hänssler Classic Nr. 098.487.000, Mitschnitt des Konzerts vom Oktober 2003 mit Juliane Banse, Iris Vermillion, Carsten Süß, Christian Gerhaher, Stefan Müller-Ruppert, der Gächinger Kantorei Stuttgart und dem Radio-Sinfonieorchester Stuttgart unter der Leitung von Helmuth Rilling.
- Erstaufnahme 1977 mit Hanna Schwarz, Helen Donath, Peter Schreier, Dietrich Fischer-Dieskau und Benno Kusche, Chor des Bayerischen Rundfunks, Münchener Rundfunkorchester unter Heinz Wallberg (EMI)